# Chorrillo FC
Der Chorrillo FC war ein panamaischer Fußballklub mit Sitz in der Hauptstadt des Landes Panama-Stadt.

## Geschichte
Der Klub wurde im Jahr 1974 in der Nachbarschaft von Panama-Stadt El Chorrillo gegründet. Im Jahr 2001 gelang dem Klub erstmals der Aufstieg in die erste Liga. In der Apertura 2011 gewann man erstmals ein Titel und in der Clausura desselben Jahres erreichte das Team den zweiten Platz. Der nächste Titel gelang in der Clausura 2014. 2017 wurde man Meister in der Apertura.
Im Jahr 2018 bekam der Klub finanzielle Probleme. Er ging eine Kooperation mit der Universidad Latina de Panamá ein und fusionierte mit dem CD Centenario Panamá um den neuen Club Deportivo Universitario zu bilden. Der Klub zog in die Stadt Penonomé innerhalb der Provinz Coclé um, wo der neue Verein an der  Universität seinen Sitz hat und seine Heimspiele austrägt.